# منشأة السادات (المنوفية)
منشأة السادات إحدى قرى مركز الشهداء التابع لمحافظة المنوفية في جمهورية مصر العربية.

## السكان
بلغ عدد سكان منشأة السادات 4,215 نسمة، حسب الإحصاء الرسمي لعام 2006.